# Črnica, Hrvaška
Črnica je naselje na Hrvaškem, ki upravno spada pod mesto Buzet; le-ta pa spada pod Istrsko županijo.

## Zgodovina
Ob koncu 2. svetovne vojne se je večinai prebivalcev identificirala kot Slovenci - v kraju je bila tudi slovenska šola. Leta 1947 je občina Črnica, z zaselki Abrami, Črnica, Jakci, Podrečak, Podstaje in Požane, brez posebnega pojasnila  prešla v sklop Narodne republike Hrvaške.

## Demografija
| Pregled števila prebivalcev po letih | Pregled števila prebivalcev po letih | Pregled števila prebivalcev po letih | Pregled števila prebivalcev po letih | Pregled števila prebivalcev po letih | Pregled števila prebivalcev po letih | Pregled števila prebivalcev po letih | Pregled števila prebivalcev po letih | Pregled števila prebivalcev po letih | Pregled števila prebivalcev po letih | Pregled števila prebivalcev po letih | Pregled števila prebivalcev po letih | Pregled števila prebivalcev po letih | Pregled števila prebivalcev po letih | Pregled števila prebivalcev po letih |
| ------------------------------------ | ------------------------------------ | ------------------------------------ | ------------------------------------ | ------------------------------------ | ------------------------------------ | ------------------------------------ | ------------------------------------ | ------------------------------------ | ------------------------------------ | ------------------------------------ | ------------------------------------ | ------------------------------------ | ------------------------------------ | ------------------------------------ |
| 1857                                 | 1869                                 | 1880                                 | 1890                                 | 1900                                 | 1910                                 | 1921                                 | 1931                                 | 1948                                 | 1953                                 | 1961                                 | 1971                                 | 1981                                 | 1991                                 | 2001                                 |
| 294                                  | 319                                  | 291                                  | 298                                  | 296                                  | 298                                  | 537                                  | 482                                  | 195                                  | 173                                  | 104                                  | 79                                   | 72                                   | 54                                   | 37                                   |